# Дебийи, Жан Луи
Жан Луи Дебийи (фр. Jean Louis Debilly; 30 июля 1763, Дрё — 14 октября 1806, Ауэрштедт) — французский военачальник, бригадный генерал (1795). Его именем назван мост Дебийи в Париже.

## Биография

### Начало пути и революция
Родился в 1763 году в Дрё в семье оловянщика. Отец-ремесленник стремился дать сыну хорошее образование. Жан Луи Дебийи начал своё обучение в колледже Дрё, продолжил в Шартре и закончил в Париже. В сентябре 1785 года он стал профессором математики в Парижской военной школе. В 1787 году он женился на Марии Жанне Шенар (в дальнейшем овдовел и в 1800 году в Страсбурге женился вторично).
С началом Великой французской революции, Дебийи летом 1789 года поступил в Национальную гвардию, где практически сразу же стал капитаном артиллерии. К 1792 году он стал одним из ключевых командиров артиллерии Национальной гвардии Парижа (самой Национальной гвардией в то время руководил генерал Сантер). В том же году Дебийи перешёл в регулярную армию (армию Центра) где сперва возглавлял крупные артиллерийские соединения, а затем стал начальником штаба генерала Лабурдонне. После битвы при Жемаппе сперва вернулся в Париж, а затем, по рекомендации Лабурдонне, был назначен начальником артиллерии армии Брестского побережья.

### Дружба с Марсо и Клебером
В 1793—1794 Дебийи в той же должности сражался против вандейцев и шуанов. Эффективное применение артиллерии, которой он  руководил, в сочетании с крайним недостатком в артиллерии у повстанцев, обеспечило важный вклад в победы республиканцев при Нанте, Ансеми, и, наконец, при Ле-Мане. Командирами Дебийи в это время последовательно были генералы Канкло, Груши, и, наконец, Марсо и Клебер; причём с двуя последними Дебийи быстро быстро подружился; однако, в ноябре 1794 года был вынужден по болезни покинуть армию и отправится на отдых в Аржантёй.
Впрочем, уже 10 декабря Комитет общественного спасения (якобинский) велел ему прервать свой отпуск и направиться в Мозельскую армию, где Дебийи занял должность начальника штаба командующего  — генерала Клебера и принимал участие в блокаде Майнца, а затем, вместе с Клебером, был переведён в Самбро-Маасскую армию.
В апреле 1795 году Дебийи был произведён в бригадные генералы и получил назначение в Рейнскую армию, однако, предпочёл остаться с Клебером в качестве его начальника штаба. Затем он служил начальником штаба у генерала Марсо, а после гибели Марсо — у его преемников.
Затем Дебийи снова заболел и некоторое время лечился в Париже. Уже при Директории он был направлен сначала в армию Англии, расквартированную на берегу Ла-Манша (правительство Франции более десяти лет вынашивало надежды о полномасштабном вторжении в Британию), а затем был назначен начальником штаба генерала Сен-Сира, командующего Майнцской армией. Занимая должность начальника штаба, Дебийи был тяжело ранен в одном из сражений: пуля прошла через левое плечо. Рана считалась смертельной, однако Дебийи от неё оправился. Какое-то время он лечился в Страсбурге, а затем вернулся в действующую армию и служил под командованием генерала Сен-Сюзанны. В 1799 году Директория, за многочисленны отличия,  наградила бригадного генерала Дебийи парой богато украшенных пистолетов (орденов в то время во Франции не было).

### Служба под командованием Даву
Талантливый командир, Дебийи в то время ещё не был знаком с Бонапартом, что могло плохо отразиться на его карьере. После 18 брюмера, Дебийи был направлен в Рейнскую армию генерала Моро, где принял участие в нескольких сражениях.  В 1801 году он возглавил войска департамента Де-Нет с центром в Антверпене, где его начальником стал Бельяр, другой давний друг Клебера. В 1803 Дебийи временно командовал пехотной дивизией, расквартированной в Остенде, где его непосредственным начальником стал генерал Даву.
Даву высоко оценил способности Дебийи и, при посещении Наполеоном соседнего Брюгге, представил ему генерала в наилучшем свете. В результате, Дебийи стал командором ордена Почётного легиона, а его старший сын-подросток был включён в число пажей императора.
С началом 1805 года Дебийи получил под своё командование пехотную бригаду в одной из дивизий корпуса Даву. В этом качестве он сражался в том же году при Аустерлице. В следующем году, в битве при Ауэрштедте, Дебийи, сражаясь во главе бригады, был тяжело ранен (в то же самое левое плечо, как и в прошлый раз), но остался в строю и продолжал командовать войсками, пока не был сражён второй пулей. Наполеон сказал по этому поводу, что несомненно произвёл бы Дебийи в дивизионные генералы, если бы тот остался жив (по другим, весьма  сомнительным, данным, Дебийи даже был произведён в дивизионные генералы посмертно, хотя обычно подобные производства во французской армии не практиковались).

## Семья и дети
У генерала Дебийи осталось два сына и дочь. Старший служил некоторое время пажом императора, а затем — пехотным офицером. Шеф батальона в 21 год и шевалье Империи, он погиб в Испании, сражаясь в войсках маршала Сюше.
Второй сын выбрал гражданскую карьеру, стал горным инженером, а дочь вышла замуж за субпрефекта департамента Ремирмон.

## Память
В Париже именем генерала назван пешеходный мост через Сену — мост Дебийи и прилегающий к мосту идущий вдоль реки ниже набережной переулок (порт Дебийи), служащий причалом для маломерных судов.
Имя генерала Дебийи написано на Парижской Триумфальной арки среди 660 имён республиканских и наполеоновских генералов.